# 何藻
何藻（16世紀—17世紀），字采侯，廣東廣州府香山縣小欖人，明朝、南明政治人物。

## 生平
何藻是萬曆四十年（1612年）壬子科廣東鄉試第七十二名舉人，因母親患病不肯參加會試，母親對他說：「你若能博取一第，得朝廷俸祿，便可畢我一生。」於是收拾行裝出行，但越嶺不久託病回家，天啟七年（1627年）母親去世，哀毀骨立幾乎不能站起來，服闋後授普寧教諭，改戶部主事，督理山東臨清倉務，倉內用舊斛不符合現有制度，他念及民困請求更替新斛以便民，又對抗前來催稅的宦官，遭對方記恨而被彈劾匿藏新斛用舊斛，遭逮捕下詔獄，不久因該宦官收賄後失勢得以脫罪，陞戶部廣東司郎中，南明永曆年間陞太常寺卿。著有《普寧宦稿》、《西塘彙刻》、《螽斯集》、《四六新鈔》、《清署紀言》等書。

## 引用
1. 1 2  光緒《香山縣志·卷十三·列傳》：何藻，字采侯，小欖人 申志，萬厯壬子舉人，以母疾不肯赴會試 張府志，母曰：「汝第行也，倘博一第，邀朝廷祿養，便可畢我一生矣。」乃治裝，然度嶺未幾托病返，甲子丁母憂，哀毀骨立幾不能起 申志，後授普寧博士，轉戶部主事，督理山東臨清倉務，倉內用舊斛年久失舊制，藻念民困已極，為請更新斛以便民，時中使督催山東四省糧餉按臨清，藻抗禮不少遜，中使銜之，飛章劾藻匿新斛用舊斛，就逮詔獄，及中使以賄敗得脫，詔復原官至戶部廣東司郎中，著有《普寧宦稿》三卷、《西塘彙刻》二十卷、《螽斯集》二卷、《四六新鈔》五卷、《清署紀言》二卷。 張府志
2. ↑  光緒《香山縣志·卷十一·選舉表》：舉人 明……萬厯……何藻 小欖人，字采侯，四十年壬子科第七十二名，戶部郎中，晉太常寺卿，有傳，暴志
3. ↑  錢海岳《南明史·卷五十八·列傳第三十四》：（永曆）時先後官太嘗者，為趙龍、謝良瑾、何藻、盧兆龍、曾文煒云。……藻，字采侯，香山人。萬曆四十年舉於鄉。自戶部廣東司郎中，陞太嘗卿。